# Paul Gabrillagues

a Compétitions nationales et continentales officielles uniquement.

b Matchs officiels uniquement.
Dernière mise à jour le 2 février 2024.
Paul Gabrillagues, né le 3 juin 1993 dans le 13e arrondissement de Paris, est un joueur international français de rugby à XV jouant au poste de deuxième ligne au Stade français Paris depuis 2014.
Avec le Stade français, il devient champion de France en 2015 et remporte le Challenge européen en 2017.

## Biographie

### Jeunesse et formation
Né à Paris, dans le 13e arrondissement, d'un père comptable et d'une mère employée à la sécurité sociale, Paul Gabrillagues est passionné de football et grand supporter du Paris Saint-Germain. Il joue donc dans un premier temps au football, au Sporting Club de Paris, puis commence ensuite le rugby à l'âge de douze ans, au Paris université club.

### Stade français (depuis 2014)
Paul Gabrillagues dispute son premier match en Top 14 le 16 août 2014 face au Castres olympique. À l'issue de sa première saison dans le championnat, il est sacré champion de France avec le Stade français. En 2016, il signe son premier contrat professionnel, qui le lie au club de la capitale jusqu'en 2019.
En 2017, il s'oppose au projet de fusion entre le Racing 92 et le Stade français. Au cours de la saison 2016-2017, il fait partie des joueurs les plus utilisés au Stade français, disputant 24 matchs, dont 22 en tant que titulaire en Top 14. Il termine aussi la saison meilleur plaqueur du championnat. Son équipe se qualifie jusqu'en finale du Challenge européen où elle affronte les Anglais de Gloucester. Pour ce match, il est titulaire en deuxième ligne et le Stade français s'impose finalement sur le score de 25 à 17,. En championnat, les Parisiens terminent à la septième place et ne se qualifient donc pas pour les phases finales.
Au début de la saison 2017-2018, il prolonge son contrat d'un an, pour rester lié à son club jusqu'en 2020. À la fin de celle-ci, il est le joueur le plus utilisé du groupe parisien, et est élu meilleur plaqueur du championnat.

### Carrière internationale
Paul Gabrillagues est appelé pour la première fois en équipe de France pour les tests de novembre 2017. Il honore sa première cape internationale en équipe de France le 11 novembre 2017 contre l'équipe de Nouvelle-Zélande au Stade de France. Il est titularisé en deuxième ligne au côté de Sébastien Vahaamahina. Touché lors du second match contre l'Afrique du Sud, il sort à la 5e minute et est forfait pour le dernier match contre le Japon.
Il fait ses débuts dans le Tournoi des Six Nations en 2018, en remplaçant Arthur Iturria contre l'Irlande, lors du premier match. Il termine la compétition titulaire. À l'orée de la saison 2018-2019, il est intégré à la liste XV de France de 40 joueurs et participe au premier stage de développement du 5 au 12 juillet 2018 au CNR de Marcoussis,.
Paul Willemse lui est préféré pour le Tournoi des Six Nations suivant, ce qui n'empêche pas Gabrillagues de jouer le dernier match à Rome. Celui-ci est sélectionné dans la première liste des 31 joueurs appelés à préparer la Coupe du monde 2019 au Japon. Suspendu six semaines après le premier match de préparation contre l'Écosse pour un déblayage illicite et dangereux, il écope finalement de trois semaines en appel, ce qui lui permet d'être appelé pour participer à la compétition. Durant la Coupe du monde 2019, il participe à trois matchs, dont deux matchs de poule face aux États-Unis et aux Tonga et il participe également au quart de finale face au Pays de Galles où la France se fait éliminer (défaite 20-19).
Après plus de quatre ans d'absence durant l'intégralité du premier mandat de Fabien Galthié à la tête des Bleus et alors que sa carrière internationale semblait derrière lui, il profite de la blessure de Thibaud Flament pour faire son retour en janvier 2024, rappelé dans la liste des 34 pour préparer le prochain Tournoi,.

## Statistiques

### En club
| Saison    | Club           | Championnat | Championnat | Championnat | Compétitions de l'EPCR | Compétitions de l'EPCR | Compétitions de l'EPCR |
| Saison    | Club           | Compétition | Matchs      | Essais      | Compétition            | Matchs                 | Essais                 |
| --------- | -------------- | ----------- | ----------- | ----------- | ---------------------- | ---------------------- | ---------------------- |
| 2014-2015 | Stade français | Top 14      | 7           | -           | Challenge européen     | 6                      | -                      |
| 2015-2016 | Stade français | Top 14      | 18          | -           | Coupe d'Europe         | 7                      | -                      |
| 2016-2017 | Stade français | Top 14      | 24          | -           | Challenge européen     | 8                      | -                      |
| 2017-2018 | Stade français | Top 14      | 19          | -           | Challenge européen     | 5                      | -                      |
| 2018-2019 | Stade français | Top 14      | 21          | 2           | Challenge européen     | 4                      | -                      |
| 2019-2020 | Stade français | Top 14      | 9           | -           | Challenge européen     | 2                      | -                      |
| 2020-2021 | Stade français | Top 14      | 21          | 1           | Challenge européen     | -                      | -                      |
| 2021-2022 | Stade français | Top 14      | 25          | 1           | Coupe d'Europe         | 4                      | -                      |
| 2022-2023 | Stade français | Top 14      | 21          | 2           | Challenge Cup          | 1                      | -                      |
| 2023-2024 | Stade français | Top 14      | 10          | -           | Champions Cup          | 1                      | -                      |
| Total     | Total          | Top 14      | 176         | 6           | Compétitions EPCR      | 41                     | 0                      |

### Internationales
Au 2 février 2024, Paul Gabrillagues compte dix-sept sélections pour deux essais marqués. Il connait sa première sélection avec l'équipe de France le 11 novembre 2017 à l'occasion d'un match contre la Nouvelle-Zélande dans le cadre d'un test international. Il marque son premier essai international lors du tournoi des Six Nations 2018, face à l'Italie.
| Année | Compétition    | Matchs | Points | Essais |
| ----- | -------------- | ------ | ------ | ------ |
| 2017  | Test matchs    | 2      | -      | -      |
| 2018  | Six Nations    | 5      | 5      | 1      |
| 2018  | Test matchs    | 4      | -      | -      |
| 2019  | Six Nations    | 1      | -      | -      |
| 2019  | Coupe du monde | 3      | -      | -      |
| 2019  | Test matchs    | 1      | -      | -      |
| 2024  | Six Nations    | 1      | 5      | 1      |
| Total | Total          | 17     | 10     | 2      |

| Numéro | Date            | Lieu                        | Adversaire | Compétition | Résultat | Score |
| ------ | --------------- | --------------------------- | ---------- | ----------- | -------- | ----- |
| 1      | 23 février 2018 | Orange Vélodrome, Marseille | Italie     | Six Nations | Victoire | 34-17 |
| 2      | 2 février 2024  | Orange Vélodrome, Marseille | Irlande    | Six Nations | Défaite  | 17-38 |

#### Tournoi des Six Nations
| Édition          | Rang | Résultats France | Résultats Gabrillagues | Matchs Gabrillagues |
| ---------------- | ---- | ---------------- | ---------------------- | ------------------- |
| Six Nations 2018 | 4    | 2 v, 0 n, 3 d    | 2 v, 0 n, 3 d          | 5/5                 |
| Six Nations 2019 | 4    | 2 v, 0 n, 3 d    | 1 v, 0 n, 0 d          | 1/5                 |
| Six Nations 2024 | 2    | 3 v, 1 n, 1 d    | 1 v, 0 n, 1 d          | 2/5                 |

Légende : v = victoire ; n = match nul ; d = défaite ; la ligne est en gras quand il y a Grand Chelem.

#### Coupe du monde
| Édition    | Rang               | Résultats France | Résultats Gabrillagues | Matchs Gabrillagues |
| ---------- | ------------------ | ---------------- | ---------------------- | ------------------- |
| Japon 2019 | Quart de finaliste | 3 v, 0 n, 1 d    | 2 v, 0 n, 1 d          | 3/4                 |

## Palmarès
- Stade français
  - Vainqueur du Championnat de France en 2015
  - Vainqueur du Challenge européen en 2017